# Corazón indomable
 (mai 2022).
Si vous disposez d'ouvrages ou d'articles de référence ou si vous connaissez des sites web de qualité traitant du thème abordé ici, merci de compléter l'article en donnant les références utiles à sa vérifiabilité et en les liant à la section « Notes et références ».
Production
Diffusion
Chronologie
Corona de lágrimas (2012-2013) Por siempre mi amor (2013-2014)
Corazón indomable est une telenovela mexicaine diffusée en 2013 par Canal de las Estrellas (Televisa), produite par Nathalie Lartilleux pour Televisa et interprétée par Ana Brenda Contreras et Daniel Arenas. C'est un remake de Marimar produite par Valentín Pimstein en 1994.

## Synopsis
Dans une modeste cabane, à la lisière du ranch Narvaez, Maricruz Olivares vit avec Ramiro, son grand-père maternel et Soledad, sa jeune sœur sourde et muette (que Ramiro avait adoptée en la découvrant abandonnée alors qu'elle n’était qu'un bébé).
Le Ranch Narvez est hypothéqué à la suite de la mauvaise gestion de l'aîné, Miguel. Le frère cadet Octavio, ayant perdu son emploi de pilote, arrive avec l'intention de vendre et puis fera la rencontre de la jeune Maricruz qui lui inspirera pitié et commencera a l'aider pour améliorer sa vie sans savoir qu'elle est amoureuse de lui.
Après plusieurs disputes avec son frère aîné, Octavio décide de se marier avec Maricruz pour assurer son avenir et se venger de son frère en ramenant une fille aussi sauvage qu'elle, en mentant a celle-ci et lui faisant croire qu'il l'aimait.
Apres plusieurs événements, Octavio va abandonner Maricruz et partira à la capitale pour travailler. Ce qu'il ne savait pas c'est que l'épouse de son frère va rendre la vie impossible à Maricruz, poussant cette dernière à partir à la capitale avec sa sœur sourde après la mort de son grand-père.
À son arrivée à la capitale, elle trouve son père qui la cherchait depuis des années : cet homme est très riche et ne tardera pas à mourir a cause de problèmes au cœur laissant sa fortune à Maricruz qui va s'en servir pour préparer sa vengeance contre les Narvares: son mari qui l'a abandonnée, Lucia qui l'a mal traité et contre Miguel, qui savait tout et se taisait laissant se produire cette injustice contre Maricruz. Après avoir su qu'elle attendait un enfant et après s'être radicalement transformé y compris son nom, elle devient Maria Alejandra Mendosa ce qui lui permettra de préparer cette vengeance a l'ombre vu que personne (ni même son mari) ne la reconnaîtra après ce soudain changement.

## Distribution
- Ana Brenda Contreras : Maricruz Oliveres Mendoza
- Daniel Arenas : Octavio Narváez
- Sergio Goyri : Don Alvaro Cifuentes
- Elizabeth Álvarez : Lucia Bravo de Narváez
- César Évora : Don Alejandro Mendoza
- Arleth Terán : Natasha Torres
- Ignacio López Tarso : Don Ramiro Oliverez
- * Manuel Landeta : Theobaldo
- María Elena Velasco : María Nicolasa Cruz de Olivares
- Yuliana Peniche : Ofelia
- Elizabeth Valdez : Esther Bravo, cousine de Lucia
- Ricardo Franco : Eduardo Quiroga
- Ana Patricia Rojo : Raiza Canseco
- Rocio Banquells : Dona Carola Canseco
- Juan Ángel Esparza : José Antonio
- René Strickler : Don Miguel Narváez

## Diffusion internationale
- Canal de las Estrellas
- Canal de las Estrellas Amérique latine
- Canal de las Estrellas Europe
- Univision
- Venevisión
- Telefuturo
- Univision Porto Rico
- Telemetro
- Mega
- Rustavi 2
- UTV Ghana[2]
- POP TV
- TV3
- Canal 9 et Telesudamérica
- Acasă
- Gama TV
- TV2
- Prva[3]
- Telemetro
- Repretel
- América Televisión
- ZAP Novelas
- Teledoce[4]
- Nova[5]
- Diema Family[6]
- GMA Network (2015) / Telenovela Channel (2019)
- ABN Television
- SBT
- TV4
- Doma TV
- RTRS
- RCN Televisión

## Autres versions
- La indomable (RCTV, 1974-1975)
- La venganza (Televisa, 1977)
- Marimar (Televisa, 1994)
- Marimar (GMA Network, 2007-2008)
- Marimar (GMA Network, 2015-2016)

### Sources
- (es) Cet article est partiellement ou en totalité issu de l’article de Wikipédia en espagnol intitulé « Corazón indomable (telenovela) » (voir la liste des auteurs).